# Iklad-Domony felső megállóhely
Iklad-Domony felső megállóhely egy Pest vármegyei vasúti megállóhely Iklad községben, a MÁV üzemeltetésében.

## Vasútvonalak
Az állomást az alábbi vasútvonalak érintik:
- Aszód–Vácrátót-vasútvonal
- Aszód–Balassagyarmat–Ipolytarnóc-vasútvonal

## Kapcsolódó állomások
A vasútállomáshoz az alábbi állomások vannak a legközelebb:
- Iklad-Domony megállóhely (Aszód–Balassagyarmat–Ipolytarnóc-vasútvonal)
- Galgamácsa vasútállomás (Aszód–Balassagyarmat–Ipolytarnóc-vasútvonal)

## Megközelítés tömegközlekedéssel
- Helyközi busz:  341, 342, 347, 348, 457, 459, 460, 461

## Forgalom
| Járat | Útvonal | Gyakoriság |
| ----- | --- | ---------- |
| S780  | (Hatvan – Tura – Galgahévíz – Hévízgyörk –) Aszód – Iklad-Domony – Iklad-Domony felső – Galgamácsa – Galgagyörk – Püspökhatvan – Acsa-Erdőkürt – Galgaguta – Nógrádkövesd – Becske alsó – Magyarnándor – Mohora – Szügy – Balassagyarmat | 2 óránként |